# Erkan Oğur
Erkan Oğur (né en  1954, à Ankara) est un musicien turc.

## Discographie
- Perdesiz Gitarda Arayışlar (1983)
- Sis (musique pour Cinéma)
- Fretless (1994)
- Bir Ömürlük Misafir (1996)
- Eşkıya (1997) (musique pour Cinéma)
- Gülün Kokusu Vardı (avec İsmail Hakkı Demircioğlu) (1998)
- Hiç (1999) (avec Okan Murat Öztürk)
- Anadolu Besik (avec İsmail Hakkı Demircioğlu)
- Eskiya (2000) (album solo)
- Fuad (avec Djivan Gasparyan) (2001)
- Yazı Tura OST (2004)
- Telvin (avec İlkin Deniz et Turgut Alp Bekoğlu) (2006)
- The Istanbul Connection (2007)